# سیسو ادموندز
سیسو ادموندز (به انگلیسی: Cecil John Edmonds) (زاده ۱۸۸۹ ژاپن- درگذشته ۱۹۷۹ بریتانیا) افسر سیاسی در ایران در عراق و دانش‌آموخته زبانشناسی در دانشگاه کمبریج بود. ادموندز پژوهش‌هایی در خصوص آداب، رسوم و زبان مردم جنوب و جنوب غرب ایران انجام داده است.